# Oulad M'Rabet
Oulad M'Rabet  (in arabo أولاد امرابط‎?) è un centro abitato e comune rurale del Marocco situato nella provincia di Essaouira, regione di Marrakech-Safi. Conta una popolazione di 3 996 abitanti (censimento 2014).